# Hugonia batesii
Hugonia batesii är en linväxtart som beskrevs av De Wild.. Hugonia batesii ingår i släktet Hugonia och familjen linväxter. Inga underarter finns listade i Catalogue of Life.